# Wilczkowice (gromada w powiecie łęczyckim)
Wilczkowice – dawna gromada, czyli najmniejsza jednostka podziału terytorialnego Polskiej Rzeczypospolitej Ludowej w latach 1954–1972.
Gromady, z gromadzkimi radami narodowymi (GRN) jako organami władzy najniższego stopnia na wsi, funkcjonowały od reformy reorganizującej administrację wiejską przeprowadzonej jesienią 1954 do momentu ich zniesienia z dniem 1 stycznia 1973, tym samym wypierając organizację gminną w latach 1954–1972.
Gromadę Wilczkowice siedzibą GRN w Wilczkowicach (obecnie są to cztery wsie: Wilczkowice Dolne, Wilczkowice Górne, Wilczkowice nad Szosą i Wilczkowice Średnie) utworzono – jako jedną z 8759 gromad na obszarze Polski – w powiecie łęczyckim w woj. łódzkim, na mocy uchwały nr 32/54 WRN w Łodzi z dnia 4 października 1954. W skład jednostki weszły obszary dotychczasowych gromad Leszcze, Wilczkowice i Wichrów oraz kolonia Wąkczew z dotychczasowej gromady Wąkczew ze zniesionej gminy Tkaczew, w tymże powiecie. Dla gromady ustalono 12 członków gromadzkiej rady narodowej.
Gromadę zniesiono 31 grudnia 1959, a jej obszar włączono do gromady Leżnica Mała.